# Здружени јуришни ловац
Здружени јуришни ловац (енгл. Joint Strike Fighter) је назив за програм развоја и набавке авиона који би заменио велики број постојећих типова ловаца, јуришника у војскама Сједињених Држава, Уједињеног Краљевства, Канаде и њихових савезника. На конкурсу у ком су учествовали Боинг X-32 и Локид Мартин X-35 одабран је оваj други. X-35, тј. F-35 лајтнинг II зaмениће америчке авионе F-16, A-10, F/A-18, AV-8B, британске GR7 и GR9 и канадски CF-18.